# السياسة الخارجية لإدارة باراك أوباما
كانت السياسة الخارجية لإدارة باراك أوباما هي السياسة الخارجية للولايات المتحدة في الفترة منذ 2009 إلى 2017، خلال فترة رئاسة باراك أوباما. كثيرًا ما يُستخدم مصطلح عقيدة أوباما لوصف مبادئ السياسة الخارجية لإدارة أوباما.
ورث أوباما حرب العراق، وحرب أفغانستان، ومختلف جوانب الحرب الأمريكية على الإرهاب، والتي بدأت كلها خلال إدارة بوش. أشرف على الخفض التدريجي لجنود الولايات المتحدة في العراق، الذي تُوج بانسحاب شبه كامل لجنود الولايات المتحدة من العراق في ديسمبر 2011. بعد زيادة الوجود العسكري الأمريكي في أفغانستان خلال فترة ولايته الأولى، سحب أوباما جميع الجنود باستثناء نحو 8,400 جندي من أفغانستان خلال فترة ولايته الثانية. في عام 2011، أشرف أوباما على مهمة أدت إلى مقتل أسامة بن لادن، المنظم لهجمات أحداث 11 سبتمبر 2001. انخفض عدد السجناء في معتقل غوانتانامو بشكل كبير أثناء ولاية أوباما، ولكن على الرغم من آمال أوباما بإغلاق المعتقل، فقد ظل نحو 41 سجينًا في معتقل غوانتانامو بحلول الوقت الذي ترك فيه أوباما منصبه. زادت إدارة أوباما من استخدام ضربات الطائرات دون طيار، وخاصة في باكستان، التي استهدفت زعماء تنظيم القاعدة مثل أنور العولقي. في عام 2013، كشف إدوارد سنودن عن وجود برنامج مراقبة حكومي واسع النطاق يعرف باسم بريسم، والذي دافع عنه أوباما باعتباره «نظامًا محدودًا وضيق النطاق، وموجهًا نحو قدرتنا على حماية شعبنا».
في عام 2010، اندلعت سلسلة من الاحتجاجات في مختلف أنحاء شمال إفريقيا والشرق الأوسط، أُطلق عليها اسم الربيع العربي، تحولت في نهاية المطاف إلى أشكال أشد حدة من الاضطرابات في العديد من البلدان. ساعد أوباما في تنظيم تدخل قاده حلف شمال الأطلسي في ليبيا، الأمر الذي أسفر في نهاية المطاف عن سقوط نظام معمر القذافي. رفض أوباما المشاركة الواسعة في سوريا، التي خضعت لحرب أهلية طويلة ومتعددة الأحزاب بين حكومة بشار الأسد، والمعارضة السورية، والجهادية السلفية المعروفة باسم تنظيم داعش. دعمت الولايات المتحدة المعارضة طوال فترة الحرب الأهلية ونفذت، في بعض الأحيان، ضربات ضد تنظيم داعش. في عام 2014، بعد ضم روسيا لشبه جزيرة القرم وتدخلها في أوكرانيا، فرض أوباما وقادة غربيون آخرون عقوبات ساهمت في اندلاع أزمة مالية روسية. في وقت لاحق تدخلت روسيا في الحرب الأهلية السورية وتدخلت في الانتخابات الرئاسية الأميركية في عام 2016، الأمر الذي أدانته إدارة أوباما.
سعيًا نحو تحويل تركيز السياسة الخارجية للولايات المتحدة إلى شرق آسيا، نظم أوباما اتفاقية تجارة حرة متعددة الدول، تعرف باسم الشراكة العابرة للمحيط الهادئ (تي بّي بّي)، لكن الكونغرس لم يوافق على الاتفاقية. وافق الكونغرس على اتفاقيات تجارية صغيرة مع كوريا الجنوبية وكولومبيا وبنما ودخلت حيز النفاذ. بادر أوباما إلى إذابة جليد العلاقات مع كوبا، فقدم اعترافًا دبلوماسيًا بكوبا لأول مرة منذ ستينيات القرن العشرين. تفاوضت إدارته أيضًا على خطة العمل الشاملة المشتركة، والتي كانت بمثابة اتفاق وافقت إيران بموجبه على الحد من برنامجها النووي.

## تاريخ

### خلفية

الرحلات الدولية التي قام بها الرئيس باراك أوباما خلال فترة توليه منصبه

لقد ألقى أوباما أول خطاب رئيسي له في مجال السياسة الخارجية أثناء حملته الانتخابية في الثالث والعشرين من أبريل 2007 أمام مجلس شيكاغو للشؤون العالمية، والذي حدد فيه أهداف سياسته الخارجية، مشدداً على خمس نقاط رئيسية:
«وضع حد مسؤول لهذه الحرب في العراق وإعادة التركيز على التحديات الحرجة في المنطقة ككل»،
«من خلال بناء أول قوة عسكرية حقيقية في القرن الحادي والعشرين وإظهار الحكمة في كيفية نشرها»،
«من خلال حشد الجهود العالمية للتصدي لتهديد يعلو على غيره من التهديدات الملحة – تأمين وتدمير ووقف انتشار أسلحة الدمار الشامل»،
«إعادة بناء وبناء التحالفات والشراكات اللازمة لمواجهة التحديات المشتركة ومواجهة التهديدات المشتركة»،
«في حين تستطيع أمريكا أن تساعد الآخرين في بناء مجتمعات أكثر أمنا، فيتعين علينا ألا ننسى أبداً أن مواطني هذه الدول فقط القادرين على دعم هذه التحالفات والشراكات.»
رشح الرئيس المنتخب أوباما منافسته السابقة، السيناتور هيلاري كلينتون للعمل كوزيرة لخارجيته في 1 ديسمبر 2008، واختار الإبقاء على وزير الدفاع روبرت غيتس وزيرة للدفاع. وعين الجنرال جيمس ل. جونز مستشارا للأمن القومي ورشح حاكم أريزونا جانيت نابوليتانو وزيرا للأمن الداخلي.
وذكرت كلينتون خلال جلسات الاستماع التي عقدتها للتأكيد أنها تعتقد أن "أفضل طريقة للنهوض بمصالح أمريكا في الحد من التهديدات العالمية واغتنام الفرص العالمية هي تصميم وتنفيذ حلول عالمية. وقالت:" يجب أن نستخدم ما يسمى "القوة الذكية"، وأن نستخدم جميع الأدوات المتاحة لنا – الدبلوماسية والاقتصادية والعسكرية والسياسية والقانونية والثقافية – لاختيار الأداة الصحيحة أو مجموعة الأدوات المناسبة لكل حالة. ومع القوة الذكية، ستكون الدبلوماسية طليعة سياستنا الخارجية."
فخلال الأسابيع الأخيرة التي سبقت تنصيبه، وبالإضافة إلى العديد من الصراعات الكبرى في العالم، اندلع القتال من جديد فيما يتصل ب‍الصراع الإسرائيلي الفلسطيني، وخاصة في قطاع غزة، بين إسرائيل والحكومة التي تقودها حماس. لقد انتهى صراع إسرائيل–غزة في الفترة 2008–2009 إلى وقف إطلاق نار غير سهل في الثامن عشر من يناير 2009، قبل يومين من تنصيب أوباما.

### المواضيع الأولية
في خطاب تنصيبه، أوضح أوباما سياسته الخارجية، فأعرب عن أمله في بدء عملية الانسحاب من العراق ومواصلة التركيز على الصراع في أفغانستان. كما أشار إلى الحد من التهديد النووي من خلال «العمل بلا كلل مع الأصدقاء القدامى والأعداء السابقين.» لقد تحدث عن تصميم أمريكا على مكافحة الإرهاب بإعلان أن روح أمريكا «أقوى ولا يمكن كسرها – لا يمكنك أن تصمد أكثر منا، وسوف نهزمك.» للعالم الإسلامي، وجه أوباما دعوة إلى «طريق جديد إلى الأمام، يقوم على المصلحة المتبادلة والاحترام المتبادل.» وقال أيضا إن الولايات المتحدة على استعداد «لمد يد العون» لأولئك «الذين يتمسكون بالسلطة من خلال الفساد والخداع» إذا «كانوا على استعداد لفتح» قبضاتهم.
في أول يوم كامل له كرئيس، دعا أوباما إسرائيل إلى فتح حدود غزة، مع تفصيل الخطط المبكرة بشأن خطط السلام التي وضعتها إدارته للصراع الإسرائيلي الفلسطيني. عين أوباما ووزير الخارجية كلينتون جورج ميتشل مبعوثا خاصا للسلام في الشرق الأوسط و‌ريتشارد هولبروك ممثلا خاصا لباكستان وأفغانستان في 23 يناير 2009. ويشير تعيين ميتشل إلى أن كلينتون قد تظل بعيدة عن المفاوضات المباشرة على مستوى وزيرة الخارجية والتي أنفقت سلفها كونداليزا رايس الكثير من الجهد عليها أثناء العامين الماضيين.
في غضون أقل من أسبوع في منصبها الجديد، اتصلت وزيرة الخارجية كلينتون بالفعل بما يقرب من أربعين زعيماً أجنبياً أو وزيراً للخارجية. وقالت إن العالم متلهف لرؤية سياسة خارجية أمريكية جديدة وأنه «هناك زفير كبير في جميع أنحاء العالم. لدينا الكثير من الاضرار لنصلحها». لقد أشارت إلى أنه لن يتم نبذ كل سياسة سابقة، وقالت على وجه التحديد إنه من الضروري أن تستمر المحادثات السداسية بشأن برنامج الأسلحة النووية لكوريا الشمالية.
رحلته إلى الدنمارك، التي فشلت في إقناع اللجنة الأولمبية الدولية بمنح دورة الألعاب الأولمبية الصيفية 2016 لشيكاغو، جعلت الدنمارك البلد السادس عشر الذي زاره أوباما منذ أن أصبح رئيسا في 20 يناير 2009. وكان هذا سبباً في التقدم على الرئيس جيرالد فورد و‌جورج بوش الأب (وكلاهما تعادل في 15 زيارة في عامهما الأول) لجعل أوباما الرئيس الأكثر سفراً في العام الأول.

## إفريقيا
خلال حملة عام 2008، حدد أوباما أولوياته لتطوير سياسة إفريقيا بما في ذلك اتخاذ الإجراءات اللازمة لوقف «ما أسماه المسؤولون الأميركيون الإبادة الجماعية في دارفور، ومكافحة الفقر، ونشر الرخاء». أعرب بعض المحللين عن اعتقادهم بأن تعيين أوباما لسوزان رايس، وهي مساعدة سابقة لوزير الخارجية للشؤون الإفريقية، كسفيرة للولايات المتحدة لدى الأمم المتحدة، كان علامة على أن إدارته ستعطي الأولوية للقارة.
في الجلسة التي عقدتها لجنة مجلس الشيوخ الأمريكي للعلاقات الخارجية في 13 يناير، قالت وزيرة الخارجية، المكلفة آنذاك، هيلاري كلينتون، إن أولويات الإدارة ستشمل «مكافحة جهود تنظيم القاعدة في التماس ملاذ آمن في الدول المنهارة في القرن الإفريقي، ومساعدة الدول الإفريقية على حفظ مواردها الطبيعية وجني فوائد عادلة منها، ووقف الحرب في الكونغو، [و] إنهاء الأوتوقراطية في زمبابوي والدمار الإنساني في دارفور».
اضطلعت كل من دارفور وشرق الكونغو وغانا وزمبابوي بدور هام في سياسة الولايات المتحدة لإفريقيا. كان بعض محللي السياسة الخارجية يعتقدون أن الصراعات في «السودان، والصومال، وشرق الكونغو» من شأنها أن «تطغى على أي خطط سياسية أخرى».
زار الرئيس أوباما القاهرة، مصر، حيث خاطب «العالم الإسلامي» في الرابع من يونيو، وأعقب هذه الرحلة زيارته الأولى إلى إفريقيا جنوب الصحراء، كرئيس، في الحادي عشر من يوليو 2009، حيث خاطب البرلمان الغاني.
تبعته في ذلك وزيرة الخارجية هيلاري كلينتون التي قامت في شهر أغسطس برحلة إلى سبع دول إفريقية، وتضمن ذلك التوقف في أنغولا والرأس الأخضر وجمهورية الكونغو الديمقراطية وكينيا وليبريا ونيجيريا وجنوب إفريقيا. ادَّعى بعض محللي السياسة الخارجية أن هذه «في ما يتعلق بأي إدارة أمريكية، أول زيارة إلى إفريقيا قام بها الرئيس ووزير الخارجية».

### شمال إفريقيا

#### مصر
بعد تصاعد المظاهرات التي اعترضت على الحكم طويل الأمد للرجل القوي الرئيس المصري حسني مبارك، دعا أوباما والعديد من القادة الأوروبيين مبارك إلى التنحي، وفعل ذلك في عام 2011. انتخب المصريون حكومة جديدة قائمة على جماعة الإخوان المسلمين. غير أن الجيش أطاح بالرئيس الجديد محمد مرسي في عام 2013. أشار الرئيس أوباما إلى أن الأزمة في مصر مؤسفة ومأساوية، وظلت الأوضاع في نهاية عام 2013 متوترة للغاية.

#### ليبيا
بعد التشكك الأولي في التدخل الدولي لمنع القائد الليبي معمر القذافي من استخدام العنف لقمع المظاهرات الشعبية في بلده، أيدت إدارة أوباما بشدة قرار مجلس الأمن التابع للأمم المتحدة 1973 بإنشاء منطقة حظر طيران ليبية، مع نجاح سفيرة الولايات المتحدة لدى الأمم المتحدة سوزان رايس في الضغط من أجل تضمين لغة تسمح لتفويض الأمم المتحدة بحرية إطلاق هجمات جوية على أهداف برية ليبية تهدد المدنيين.
في مارس 2011، أذن أوباما بإطلاق 110 من صواريخ توماهوك ضد أهداف في ليبيا، ردًا على إجراءات النظام ضد قوات المتمردين، وذلك لإنفاذ منطقة حظر الطيران التابعة للأمم المتحدة.

### غرب إفريقيا

#### مالي
في عهد أوباما، دعمت حكومة الولايات المتحدة الحكومة المالية في ما يتعلق بالصراع في شمال مالي، فساعدت مالي في معركتها ضد متمردي الطوارق وحلفائهم الإسلاميين المتطرفين، بمن فيهم جماعة أنصار الدين، التي صنفتها الولايات المتحدة كمنظمة إرهابية أجنبية في عام 2013. قدمت الولايات المتحدة مكافحة الإرهاب وتبادل المعلومات الاستخبارية وغير ذلك من المساعدات للقوات الفرنسية، الأمر الذي قاد الجهود «لطرد المتمردين وحماية حكومة مالية مدنية». قدمت الولايات المتحدة أيضًا الدعم اللوجستي، وبالتحديد عن طريق تزويد القوات الجوية الفرنسية بالوقود جوًا.
تعهدت إدارة أوباما بعدم وضع «قوات عسكرية على الأرض» في مالي، ولكن في أبريل 2013، كشفت وزارة الدفاع الأمريكية أنها نشرت 22 جنديًا أمريكيًا في البلاد. من بين هؤلاء، كان عشرة موظفين لدعم الاتصال بالقوات الفرنسية والإفريقية، في حين كان الآخرون معيّنين في سفارة الولايات المتحدة في باماكو، ولم تشارك القوات الأمريكية في عمليات قتالية في مالي. 

## وصلات خارجية
- The Obama Moment: European and American Perspectives المعهد الأوروبي للدراسات الأمنية
- Travels of the Obama Presidency – slideshow by إيه بي سي نيوز
- How the World Sees Barack Obama – slideshow by لايف (مجلة)